# Цвитан, Огнен
Огнен Цвитан (хорв. Ognjen Cvitan; род. 10 октября 1961, Шибеник) — хорватский шахматист, гроссмейстер (1987).
Чемпион мира среди юношей (1981). Участник ряда чемпионатов Югославии; лучший результат: 1985 — 6—9-е места. Участник 8-и Олимпиад: в 1990 году в составе сборной Югославии и 1992—1996, 2000—2006 в составе сборной Хорватии.
Лучшие результаты в международных турнирах: Лугано (1984) — 2—5-е; Скопье (1984) — 1—2-е; Загреб — Риека (1985) — 4-е; Вршац (1985 и 1987) — 2—4-е и 4—6-е; Зеница (1986) — 6-е; Пула (1986 и 1987) — 2—5-е и 1—2-е; Бела-Црква (1986 и 1987) — 2-е и 1-е; Вольфсберг (1986) — 1—4-е; Тбилиси (1986) — 6—7-е; Прага (1987) — 1-е; Сараево (1987) — 5—6-е; Белград (1987) — 1—2-е; Грац (1987) — 2—7-е; Сан-Бернардино (1987) — 1—4-е места.

## Изменения рейтинга
| График не отображается по техническим причинам. Чтобы исправить это, воспроизведите график в новом формате, если это возможно. |